# Katedrála jména Nejsvětější Panny Marie (Minsk)
Katedrála jména Nejsvětější Panny Marie (bělorusky Архікафедральны касцёл Імя Найсвяцейшай Дзевы Марыі, Archikafedralny kascjol Imja Najsvjacejšaj Dzevy Maryji) je římskokatolickou katedrálou, stojící ve staré části běloruského hlavního města Minsk, na náměstí Svobody čp. 9, naproti obnovené Staré radnici.

## Dějiny
Katedrála se stavěla v letech 1710 až 1732 v barokním architektonickém stylu, který se místně nazýval podle litevského hlavního města Vilnius (Vilno) „vilenské baroko“. Chrám vznikl nedaleko jezuitské školy a zpočátku patřil právě jezuitům. Od roku 1798 byl povýšen na katedrální chrám nově vzniklé Mogilevské církevní provincie. Stal se symbolem římských katolíků ve městě Minsk. 
Roku 1934 ho během komunistické diktatury úřady zavřely a nechaly přestavět na garáže. Budova chátrala a byla umělecky znehodnocena. Během německé okupace 1941 Němci vrátili katedrálu minským katolíkům, ale po válce ji komunisté znovu zavřeli. Římskokatolické církvi byl navrácen až v roce 1993 a potom následovala rozsáhlá rekonstrukce. Po opravě byl znovu vysvěcen (1997).

### Současnost
Dnes je katedrála opět důstojným svatostánkem běloruských římských katolíků. Její impozantní dvě vysoké chrámové věže se staly symbolem města a jeho duchovní síly. V chrámu se konají bohoslužby v běloruském a polském jazyce.